# Roberto Inzúa
Roberto Inzúa (Paso de los Toros, 1954) è un ex calciatore uruguaiano,  di ruolo centrocampista.

## Carriera
Ha giocato la sua unica partita per la Nazionale uruguaiana nel 1984.